# Malanville (arrondissement)
Malanville är ett arrondissement i kommunen Malanville i Benin. Den hade 36 056 invånare år 2002.